# Matsudaira Tadachika
Matsudaira Tadachika est un nom japonais traditionnel ; le nom de famille (ou le nom d'école), Matsudaira, précède donc le prénom (ou le nom d'artiste).
Matsudaira Tadachika (松平 忠周, 19 avril 1661-1er mai 1728) est un fudai daimyo de l'époque d'Edo. Il exerce une très grande influence pendant le shogunat Tokugawa lorsque le shogun Tokugawa Ieshige en est à la tête.
Tadachika exerce la fonction de Kyoto shoshidai de 1717 jusqu'en 1724. Il est promu rōjū en 1724 quand il quitte Kyoto pour Edo.

## Source de la traduction
- (en) Cet article est partiellement ou en totalité issu de l’article de Wikipédia en anglais intitulé « Matsudaira Tadachika » (voir la liste des auteurs).